# Eriochloa tridentata
Eriochloa tridentata är en gräsart som först beskrevs av Carl Bernhard von Trinius, och fick sitt nu gällande namn av João Geraldo Kuhlmann. Eriochloa tridentata ingår i släktet Eriochloa och familjen gräs. Inga underarter finns listade i Catalogue of Life.